# 제트셋 나이트클럽 지붕 붕괴 사고
2025년 4월 8일, 도미니카 공화국 산토도밍고에 위치한 제트 셋 나이트클럽(Jet Set Club)의 지붕이 메렝게 가수 루비 페레즈(Rubby Pérez)의 라이브 공연 도중 붕괴되었다. 구조적 결함은 현지시각(AST) 기준 오전 12시 44분경 발생했으며, 이로 인해 231명이 사망하고 189명이 부상을 입었다. 이는 해당 국가 역사상 가장 사망자 수가 많은 인재(비자연재해) 중 하나이다.
1973년부터 운영되어 2010년과 2015년에 보수 공사를 거친 이 나이트클럽은 붕괴 당시 수백 명의 손님을 수용하고 있었다. 사망자 중에는 몬테크리스티주 주지사 넬시 크루스(Nelsy Cruz), 전 메이저리그 야구 선수 옥타비오 도텔(Octavio Dotel)과 토니 블랑코, 그리고 루비 페레즈(Rubby Pérez) 본인도 포함되어 있었다. 국제 구조팀을 포함한 긴급 구조대는 광범위한 수색 및 구조 작업을 벌였지만, 첫날 이후 추가 생존자는 발견되지 않았다.
루이스 아비나데르 대통령을 포함한 도미니카 당국은 6일간의 국가 애도 기간을 선포하고 붕괴 원인에 대한 조사에 착수했다. 이 사고는 국내외에서 큰 반향을 일으켰으며, 정부 인사, 유명 인사, 외국 정상들의 애도가 이어졌다.

## 배경
산토도밍고의 제트 셋(Jet Set) 나이트클럽은 메렝게 음악가 루비 페레즈(Rubby Pérez)의 콘서트를 개최하고 있었다. 1973년에 개장된 이 클럽은 2010년과 2015년에 보수공사를 거쳤으며, 2023년에는 낙뢰를 맞은 적도 있다. 이 클럽은 월요일 밤마다 진행되는 라이브 댄스 음악 공연으로 유명 인사들이 자주 찾는 명소였다. 오랫동안 운영되었지만, 구조적 문제는 비교적 최근에 발생한 것으로 보이며, 원래는 영화관으로 사용되었기 때문에 안전 규정이 달랐다.

## 붕괴
붕괴는 2025년 4월 8일 화요일 오전 12시 44분 AST에 발생했다. 당시 클럽 내에는 500명에서 1,000명 사이의 인원이 있었다. 공연 중 촬영된 것으로 보이는 영상에서는 한 관객이 천장을 가리키며 "천장에서 뭔가 떨어졌어"라고 말하는 장면이 있었고, 페레즈도 지붕 쪽을 바라보고 있었다. 약 30초 후, 큰 소리가 녹음되었고 영상은 갑자기 끊겼으며, 한 여성이 스페인어로 “아빠, 무슨 일이 있었던 거야?”라고 외쳤다.
목격자들의 증언에 따르면, 공연이 시작된 지 약 1시간 만에 별다른 전조 없이 지붕이 무너졌다. 구조 작업이 가능해진 이후 조사관들이 현장 조사를 시작했지만, 정확한 붕괴 원인은 아직 밝혀지지 않았다. 페레즈와 함께 연주하던 한 음악가는 클럽이 가득 찬 상태였으며, 처음에는 지진이 발생한 줄 알았다고 전했다. 도미니카 공화국의 라켈 아르바헤 영부인(Raquel Arbaje)에 따르면, 몬테크리스티주 주지사 넬시 크루스는 붕괴 직후인 오전 12시 49분에 루이스 아비나데르 대통령에게 전화를 걸었다고 전했다.

## 비상 대응
약 400명의 구조 인력이 투입되어 대규모 수색 및 구조 작전이 시작되었다. 구조대는 잔해 속에서 생존자를 찾기 위해 쉬지 않고 작업을 계속했다. 사고 발생 당시 공연 중이던 루비 페레즈는 잔해 속에서 구조대가 자신의 위치를 찾을 수 있도록 노래를 부른 것으로 전해졌다. 붕괴 현장에서 탈출한 그의 딸 줄린카에 따르면, 페레즈는 부상을 입었지만 구조된 후에는 안정적인 상태였다고 한다. 그러나 이후 그는 사망한 것으로 확인되었다.
붕괴 당일 오후 3시 이후, 추가 생존자는 구조되지 않았다. 현장에는 22개 국가 기관이 구조 작업에 참여했으며, 세 대의 크레인과 여러 마리의 수색견이 투입되었다. 구조 작업 중에는 많은 사람들이 희생자들을 위해 기도하고 서로를 위로하기 위해 찬송가를 부르며 밖에 모여 있었다. 국립 법의학 연구소 앞에도 군중이 모여 희생자의 이미지를 투사한 스크린을 통해 가족들이 신원을 확인할 수 있도록 했다. 오후 8시 이후, 유족의 요청에 따라 업데이트는 다음 날까지 중단되었다. 구조 활동 중, 몇몇 갇힌 희생자들은 구조 요청을 외치거나 가족에게 전화를 걸어 구조를 도왔다.
응급 서비스는 최소 138건의 구급차 이송을 기록했으나, 실제 부상자 수는 150명을 초과한 것으로 나타났다. 이는 한 대의 구급차로 여러 명을 동시에 이송한 사례가 있었기 때문이라고 응급관리국장 후안 마누엘 멘데스는 설명했다. 인근 병원으로는 최소 155차례 이송이 이루어졌다.
루이스 아비나데르 대통령은 4월 8일 아침에 사고 현장을 방문하여 상황을 점검하고 정부의 전폭적인 구조 지원을 약속했다. 그는 “정부의 모든 자원이 구조 작업에 동원되고 있다”고 강조했다. 이스라엘, 푸에르토리코, 멕시코의 구조팀은 4월 9일 산토도밍고에 도착하여 구조 작업에 합류했다.
4월 9일까지 도미니카 정부는 탐색 구조에서 시신 수습으로 전환한다고 발표했다.
산토도밍고 시장 카롤리나 메히아(Carolina Mejía)는 시 재난 대응 위원회를 가동하고, 실종자 가족들에게 위로를 전했다. 시 당국은 국가 응급 서비스와 긴밀히 협력하여 위기 상황을 관리했으며, 제트 셋 나이트클럽 운영진은 당국의 조사 및 피해자와 유족에 대한 지원에 전면 협조하겠다고 밝혔다. 메히아 시장실은 피해자 유해를 수습한 여섯 개 장례식장에 관을 총 170개 제공했다.

## 사상자
| 국가                               | 사망자 | 부상       |
| ---------------------------------- | ------ | ---------- |
| 도미니카 공화국                    | 191    | 182        |
| 도미니카 공화국/ 미국 이중 국적    | 17     | ?          |
| 베네수엘라                         | 10     | 5          |
| 프랑스                             | 2      | 0          |
| 이탈리아                           | 1      | 0          |
| 도미니카 공화국/이탈리아 이중 국적 | 1      | 0          |
| 콜롬비아                           | 1      | 2          |
| 코스타리카                         | 1      | 0          |
| 아이티                             | 1      | 0          |
| 케냐                               | 1      | 0          |
| 총                                 | 226명  | 최소 189명 |

이번 붕괴로 226명이 사망했다. 경찰에 따르면 사망자에는 전 메이저리그 야구 투수 옥타비오 도텔(Octavio Dotel), 에스테반 헤르만을 구하려다 숨진 야구 선수 토니 블랑코,그리고 루비 페레즈가 포함되어 있다. 도미니카 국가대표 축구선수 루이스 기옌, 패션 디자이너 마르틴 폴랑코, 국가구(National District) 시장실 도시 인프라 국장 크리스티안 알레한드로 테헤다 피차르도도 사망한 것으로 확인되었다. 루비 페레즈의 매니저는 페레즈의 색소폰 연주자도 숨졌다고 전했다.
유엔 세계 식량 계획(WFP) 소속 루실라 라몬과 그녀의 딸도 사망했으며, 매사추세츠 로렌스에 위치한 테라 루나 카페와 로드아일랜드주 프로비던스의 테레 네그라 칸티나를 운영하던 프라이 루이스 로사리오도 사망자 명단에 포함되었다.
Grupo Popular는 4월 9일 새벽, AFP Popular의 회장 에두아르도 그루욘과 그의 아내, 여동생과 그녀의 남편 등 그루욘 가족 여러 명이 사망했다고 발표했다.
루이스 아비나데르 대통령은 몬테크리스티주 주지사이자 전 메이저리그 선수 넬슨 크루즈의 여동생인 넬시 크루즈가 사망자에 포함되어 있다고 확인했다. 그녀는 유리 파편에 의한 부상으로 사망한 것으로 알려졌다.
사고 당시 현장에는 최소 25명의 베네수엘라 시민이 있었으며, 이 중에는 텔레미크로(Telemicro) 뉴스 앵커 엘리안타 킨테로도 포함되어 있었고 부상을 입었다. 베네수엘라인은 10명이 사망하고, 5명이 부상당했으며, 일부는 실종되었다. 콜롬비아 여성 1명이 사망했고, 다른 콜롬비아 시민 2명이 부상당했다.
도시에서 요리사로 일하던 이탈리아 남성과 도미니카-이탈리아 이중국적 여성도 사망자 명단에 포함되었으며, 프랑스인 2명, 아이티인 1명, 케냐인 1명 등 다른 외국인들도 포함되었다.
부상자는 200명을 넘었으며, 이들 중에는 하원의원 브레이 바르가스, 카를로스 J. 힐 로드리게스 의원과 그의 아내도 포함되었다. 로드리게스 의원의 보좌관 두 명은 실종된 상태다. 전 메이저리그 선수 에스테반 헤르만은 붕괴 사고에서 생존했으며, 메이저리그 투수 페드로 페드로 마르티네스는 붕괴 이후 자신의 친척 여러 명이 실종되었다고 밝혔다.

## 같이 보기
- 코차니 나이트클럽 화재